# 17472 Dinah
17472 Dinah este o planetă minoră (asteroid), cu un diametru de 4,19 km, din centura de asteroizi. A fost descoperită pe 17 martie 1991 la Ojima⁠(d) de Tsuneo Niijima⁠(d) și a fost numită după Dinah⁠(d). 
Obiectul prezintă o orbită caracterizată de o semiaxă mare de 2,3360087 UAi, o excentricitate de 0,06, o înclinație de 8,35886 ° în raport cu ecliptica.